# Хубэй
Хубэ́й (кит. упр. 湖北, пиньинь Húběi, в переводе: «севернее озера» Дунтинху) — провинция на востоке центральной части Китая. Органы власти провинции размещаются в Ухане. Согласно переписи 2020 года в Хубэе проживало 57,752 млн человек.

## География
Занимаемая провинцией площадь составляет 185 889 км² (14-е место среди провинций страны).
Южная часть провинции в основном равнинная (Цзянханьская равнина), со значительной площадью, занимаемой водоёмами (широко разливающиеся ежегодно Янцзы, Ханьшуй, их притоки и озёра), почти со всех сторон отделённая невысокими горами от соседних провинций (горы Дабе на северо-востоке и Муфу на юго-востоке).
Западный Хубэй — гористый, с наибольшими высотами (свыше 3000 м) в лесном уезде Шэньнунцзя. В этой части провинции Янцзы течёт через каньоны; развита гидроэнергетика (гидроузлы Санься и Гэчжоуба на Янцзы, а также многочисленные небольшие электростанции на горных реках и ручьях).

### Водное хозяйство
В декабре 2014 года была сдана в эксплуатацию Центральная линия по переброске вод с юга на север. Она берёт свое начало в водохранилище Даньцзянкоу на реке Ханьцзян на территории провинции Хубэй, пролегает через территории провинций Хэнань и Хэбэй, достигая городов Пекин и Тяньцзинь.

## История
В древности, современные Хубэй и Хунань были частью царства Чу. До XVII века они составляли одну провинцию, Хугуан, столица которой находилась в Учане.
В январе 2020 года власти Китая в связи с распространением нового типа коронавируса COVID-19 объявили карантин в 13 городах провинции Хубэй, в результате чего под карантином оказалось более 41 млн человек.

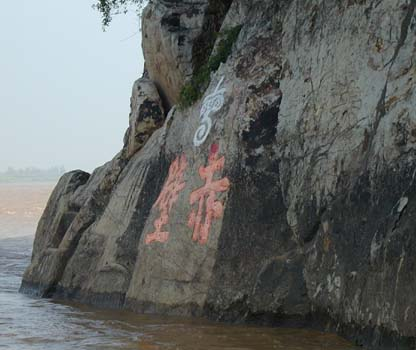
Предполагаемое место битвы при Чиби
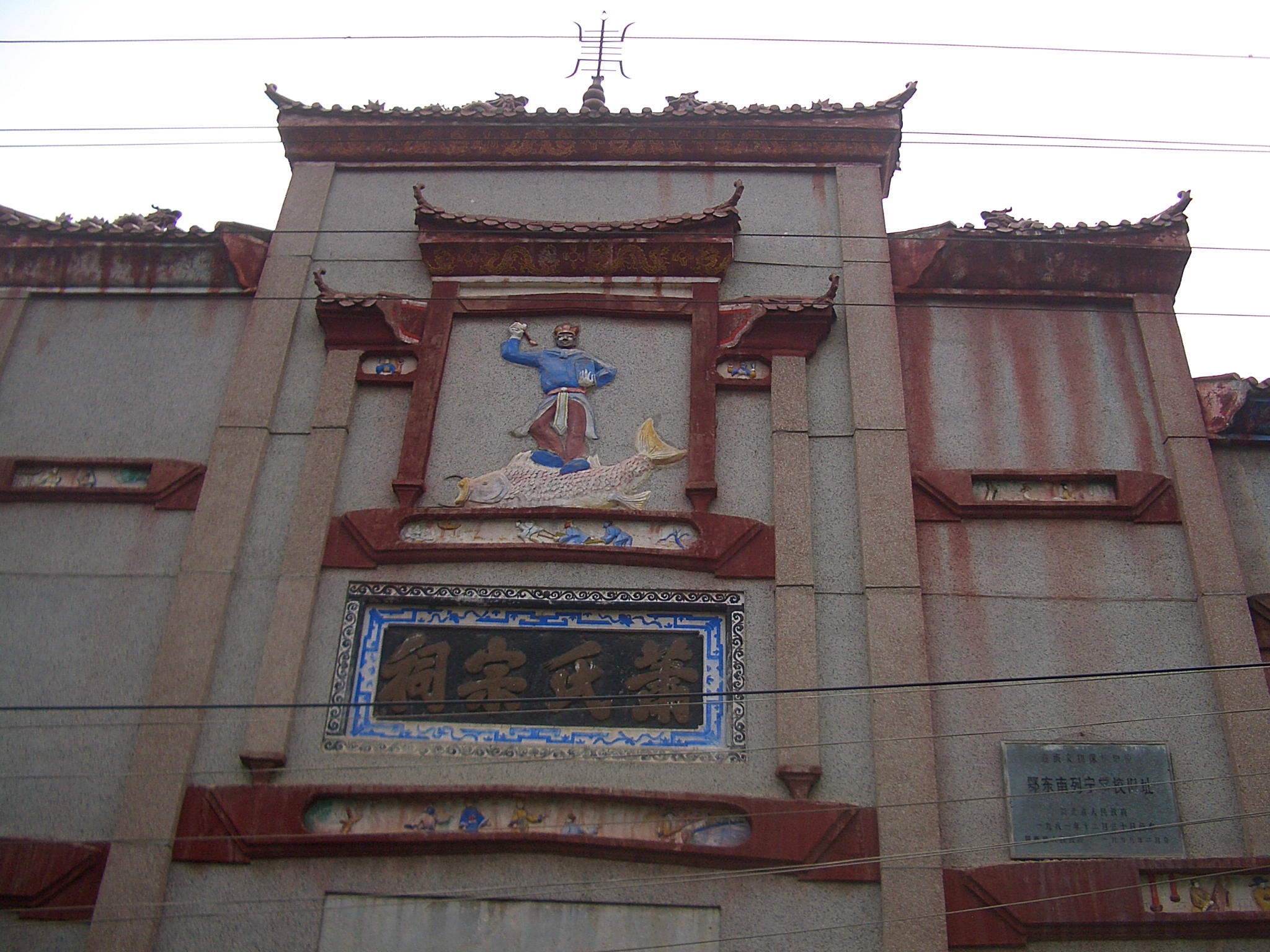
Бывшая Ленинская Школа Юго-восточного Хубэя (ранее — храм предков рода Сяо)
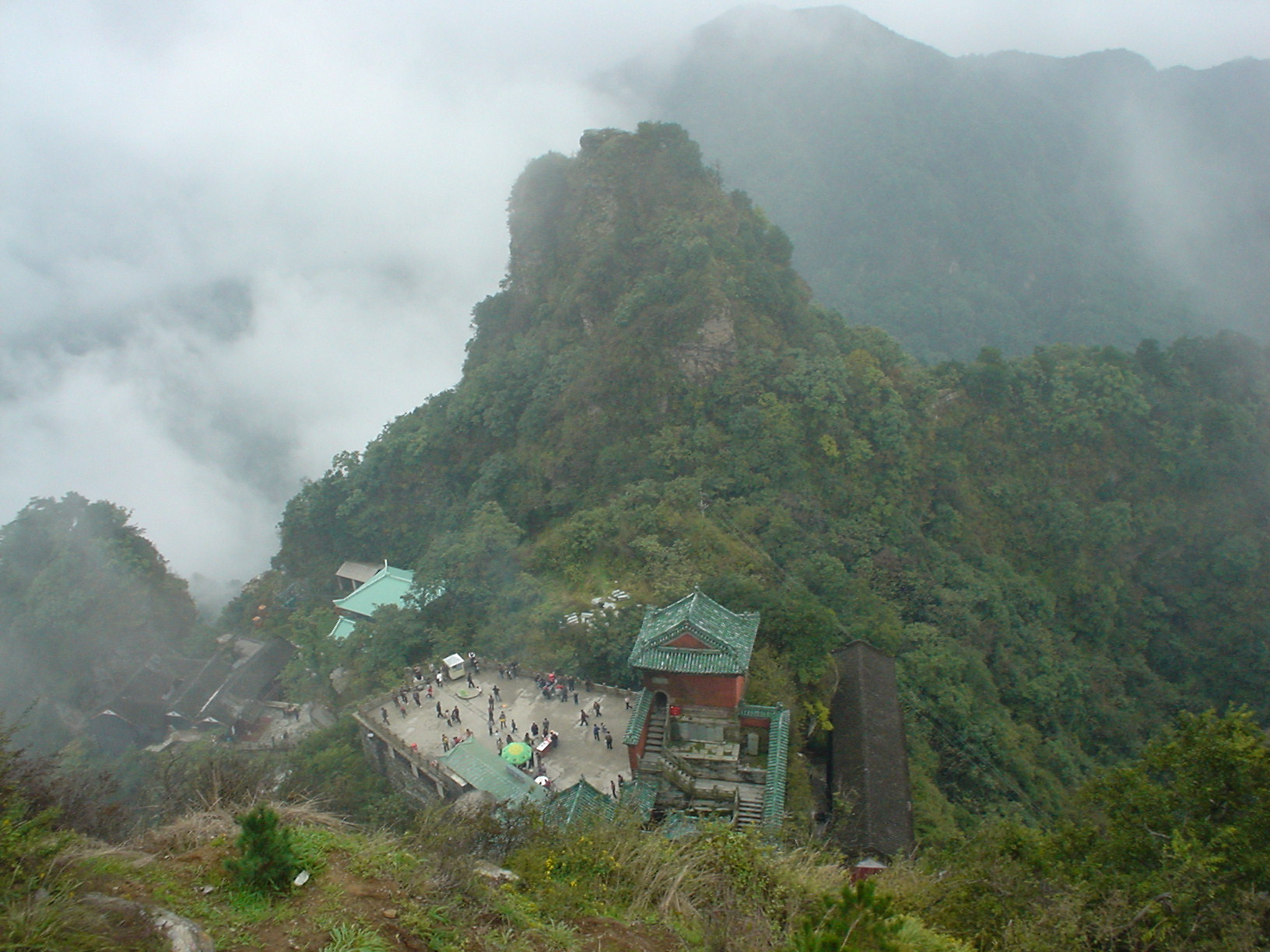
Уданшань

## Население
По данным переписи населения КНР 2010 года, первые пять народностей по численности населения в провинции Хубэй были следующие:
| Народность | Население  | Процент |
| ---------- | ---------- | ------- |
| ханьцы     | 54 769 192 | 95,69 % |
| туцзя      | 2 100 052  | 3,67 %  |
| мяо        | 177 490    | 0,31 %  |
| хуэй       | 67 185     | 0,12 %  |
| дун        | 52 121     | 0,091 % |

## Политика

### Губернаторы
- Некоторое время (1933—1935) губернатором провинции был известный политический деятель Китайской Республики Чжан Цюнь

| Губернатор  | Годы губернаторства         |
| ----------- | --------------------------- |
| Ло Цинцюань | 2002 октября — 2007 октября |
| Ли Хунчжун  | 2007 декабря — 2010 декабря |

### Секретари КПК
| Секретарь КПК | годы правления              |
| ------------- | --------------------------- |
| Юй Чжэншэн    | 2001 января — 2007 октября  |
| Ло Цинцюань   | 2007 октября — 2010 декабря |

## Административное деление
Хубэй делится на 13 административных единиц окружного уровня, 3 единицы субокружного уровня и 1 единицу уездного уровня, напрямую подчинённые провинциальным властям.
| Карта | №                      | Русское название     | Китайское название             | Пиньинь                   | Статус |
| ----- | ---------------------- | -------------------- | ------------------------------ | ------------------------- | ------ |
|       |                        |                      |                                |                           |        |
| 1     | Ухань                  | 武汉市               | Wǔhàn shì                      | Городской округ           |        |
| 2     | Эчжоу                  | 鄂州市               | Èzhōu shì                      | Городской округ           |        |
| 3     | Хуанган                | 黄冈市               | Huánggāng shì                  | Городской округ           |        |
| 4     | Хуанши                 | 黄石市               | Huángshí shì                   | Городской округ           |        |
| 5     | Цзинмэнь               | 荆门市               | Jīngmén shì                    | Городской округ           |        |
| 6     | Цзинчжоу               | 荆州市               | Jīngzhōu shì                   | Городской округ           |        |
| 7     | Шиянь                  | 十堰市               | Shíyàn shì                     | Городской округ           |        |
| 8     | Суйчжоу                | 随州市               | Suízhōu shì                    | Городской округ           |        |
| 9     | Сянъян                 | 襄阳市               | Xiāngyáng shì                  | Городской округ           |        |
| 10    | Сяньнин                | 咸宁市               | Xiánníng shì                   | Городской округ           |        |
| 11    | Сяогань                | 孝感市               | Xiàogǎn shì                    | Городской округ           |        |
| 12    | Ичан                   | 宜昌市               | Yíchāng shì                    | Городской округ           |        |
| 13    | Эньши-Туцзя-Мяоский АО | 恩施土家族苗族自治州 | Ēnshī Tǔjiāzú Miáozú zìzhìzhōu | Автономный округ          |        |
| 14    | Тяньмэнь               | 天门市               | Tiānmén shì                    | Город субокружного уровня |        |
| 15    | Цяньцзян               | 潜江市               | Qiánjiāng shì                  | Город субокружного уровня |        |
| 16    | Сяньтао                | 仙桃市               | Xiāntáo shì                    | Город субокружного уровня |        |
| 17    | Шэньнунцзя             | 神农架林区           | Shénnóngjià línqū              | Лесная территория         |        |

## Вооружённые силы
В Ухане расположены штаб 45-й воздушно-десантной дивизии, Радиолокационный институт ВВС, Инженерный университет ВМС, Командное училище ракетных войск, Командное училище связи НОАК, Высшее военное училище экономики НОАК, Военно-техническая школа младшего офицерского состава
Сухопутных войск, Уханьский центр управления космическими полётами, база материально-технического обеспечения, учебный центр по ведению информационного противоборства; в Сяогане — штаб Воздушно-десантного корпуса ВВС НОАК; в Суйчжоу — штаб 44-й воздушно-десантной дивизии; в Цзинчжоу — штаб 631-й ракетной бригады.
Ухань является крупным центром ВПК Китая, в городе расположены Учанский судостроительный завод (патрульные катера и подводные лодки), 3604-й завод НОАК (ремонт крупногабаритной техники сухопутных войск), 3545-й и 3641-й заводы НОАК (пошив форменной одежды и экипировки), 9603-й завод НОАК (ремонт техники инженерных войск), 712-й НИИ судовых электрических приводов (корабельные двигатели), 717-й НИИ оптоэлектронной техники (оптические и лазерные приборы, системы наведения, тепловизоры, приборы ночного видения), 722-й НИИ судовой связи (корабельные РЛС, пеленгаторы, модули связи).

## Экономика

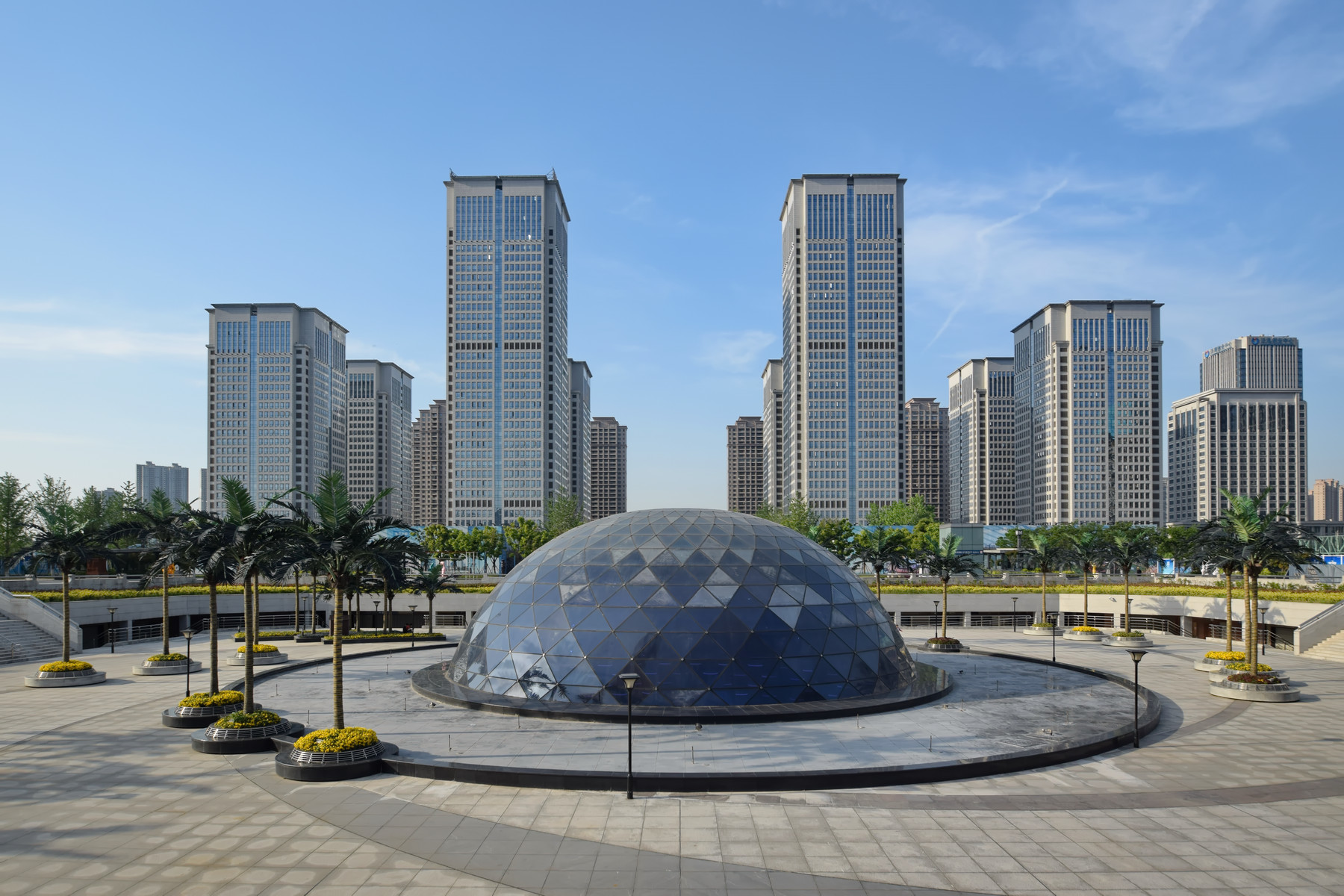
Деловой центр Ухани

### Промышленность
В провинции базируются такие крупные промышленные корпорации, как строительная компания Gezhouba Group (Ухань), автомобилестроительные компании Dongfeng Motor Group (Ухань) и Dongfeng Peugeot Citroen Automobile (Ухань), металлургические компании Wuhan Iron and Steel (Ухань) и Daye Nonferrous Metals (Хуанши), фармацевтическая компания Biocause Pharmaceutical (Цзинмэнь), производитель конвейерного оборудования Xinyiyun Machinery (Ичан), производитель сетевого и телекоммуникационного оборудования FiberHome Telecommunication Technologies (Ухань), производитель строительных материалов Huaxin Cement (Ухань), химические компании Xingfa Chemicals Group (Ичан) и Yihua Chemical Industry (Ичан), производитель удобрений Yonfer Agricultural Technology (Цзинмэнь), производитель дрожжей Angel Yeast (Ичан).

### Сельское хозяйство
Часть сельскохозяйственной продукции провинция Хубэй экспортирует в другие регионы страны, а также в соседние с Китаем страны (грибы, орехи, мёд, красные апельсины и сырьё для традиционной китайской медицины).

### Энергетика
По состоянию на конец июня 2023 года суммарная установленная мощность электростанций провинции Хубэй впервые перешагнула рубеж в 100 млн кВт (64,4 % из которых обеспечено за счет экологически чистых источников). Общая установленная мощность ГЭС провинции, включая известную ГЭС Три ущелья на реке Янцзы, достигла 37,84 млн кВт, что составило одну треть от общего показателя установленной мощности всех действующих энергоблоков провинции. Общая установленная мощность ТЭС составила почти 36 млн кВт, а ветряных и солнечных электростанций — около 27 млн кВт.

### Благосостояние
В провинции Хубэй, как и в большинстве провинций Китая, минимальная заработная плата устанавливается разного уровня, в зависимости от уровня развития провинции, её районов и стоимости жизни. В провинции Хубэй существует четыре уровня минимальной заработной платы. По состоянию на 2022 год минимальный размер оплаты труда в провинции Хубэй составляет по районам: зона А — 2010 юаней ($315,16) и 19,5 юаней ($3,06) в час, зона B — 1800 юаней ($282,23) и 18 юаней ($2,82) в час, зона C — 1650 юаней ($258,71) и 16,5 юаней ($2,59) в час, зона D — 1520 юаней ($238,33) и 15 юаней ($2,35) в час.

### Внешняя торговля
Внешнеторговый оборот провинции Хубэй вырос за 2020 год на 8,8 % в годовом исчислении и достиг 429,41 млрд юаней (около 66,3 млрд долл. США). Общий объём внешней торговли города Ухань достиг 270,43 млрд юаней, составив 63 % от общего объёма внешней торговли провинции. Объём торговли Хубэй с ЕС увеличился на 17,1 %, а с США — на 22,8 %, однако со странами АСЕАН, напротив, снизился на 5,6 % в годовом исчислении. Внешнеторговый оборот частных предприятий провинции Хубэй увеличился на 20,9 % в годовом исчислении и составил 255,47 млрд юаней. На их долю пришлось 59,5 % от общего объёма внешней торговли провинции. Внешнеторговый оборот в рамках трансграничной электронной торговли вырос на 67,1 %. По итогам 2020 года экспорт текстильных изделий вырос на 332,9 %, одежды — на 25,8 %, сельскохозяйственной продукции — на 12,3 % в годовом исчислении. Импорт оборудования для производства полупроводников вырос на 25,8 %, интегральных схем — на 22 %, потребительских товаров — на 45,3 % в годовом исчислении.
Основными внешнеторговыми партнёрами провинции Хубэй являются Европейский союз, США, АСЕАН и Япония. Основными статьями экспорта являются готовая одежда и текстильные изделия, основными статьями импорта — электроника и продукция машиностроения.

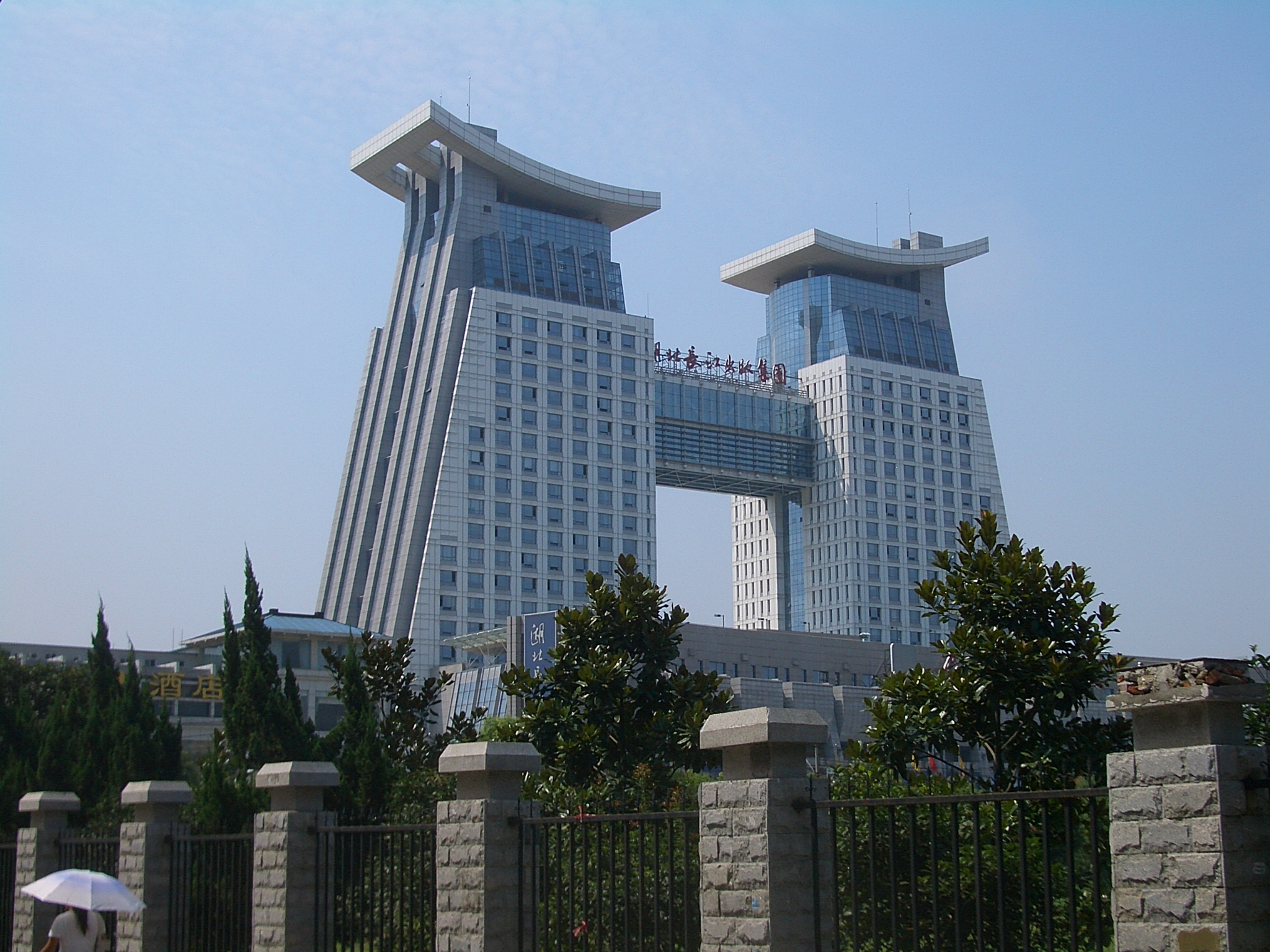
Торгово-офисный центр «Чунвэнь» (Ухань)
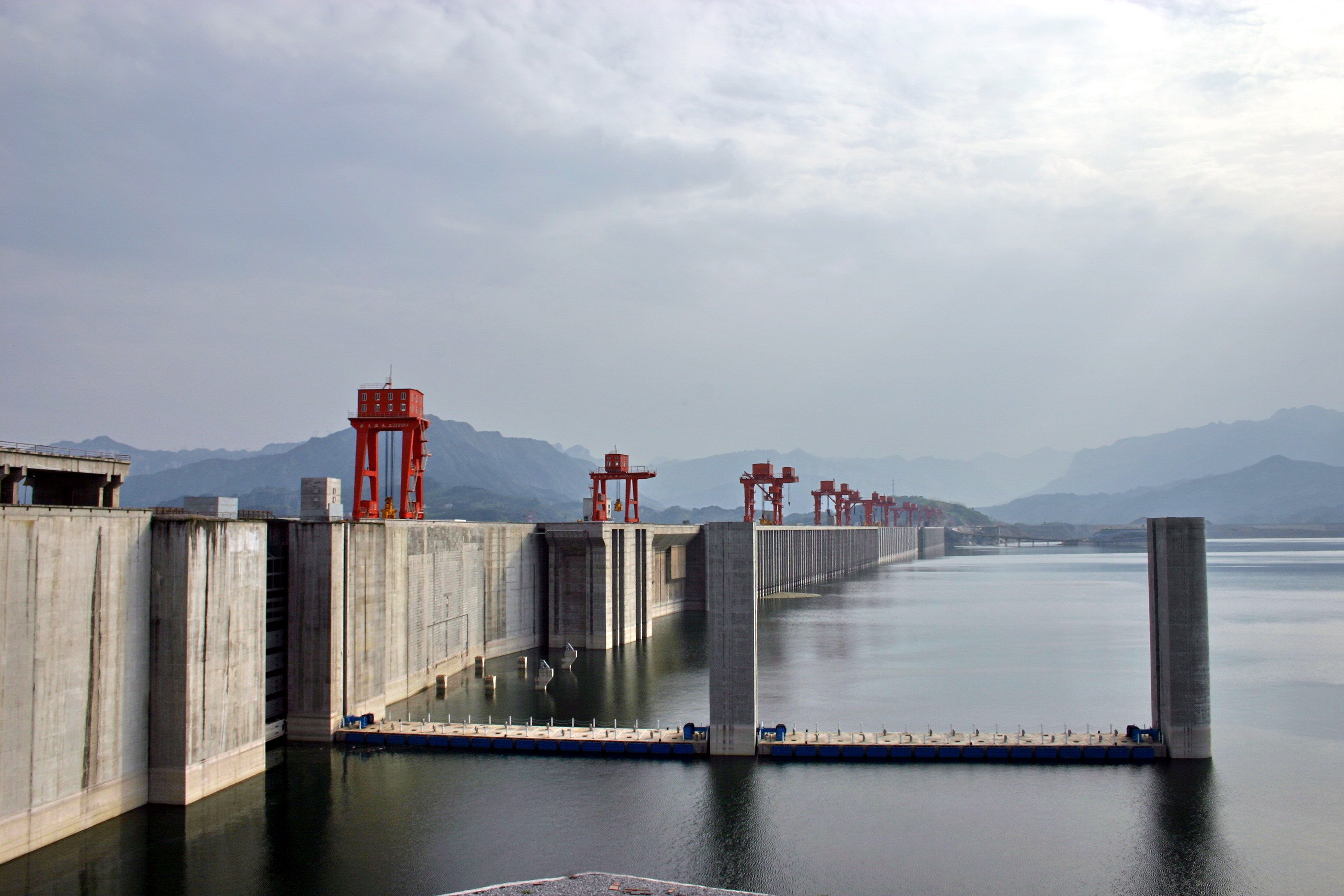
Плотина Санься
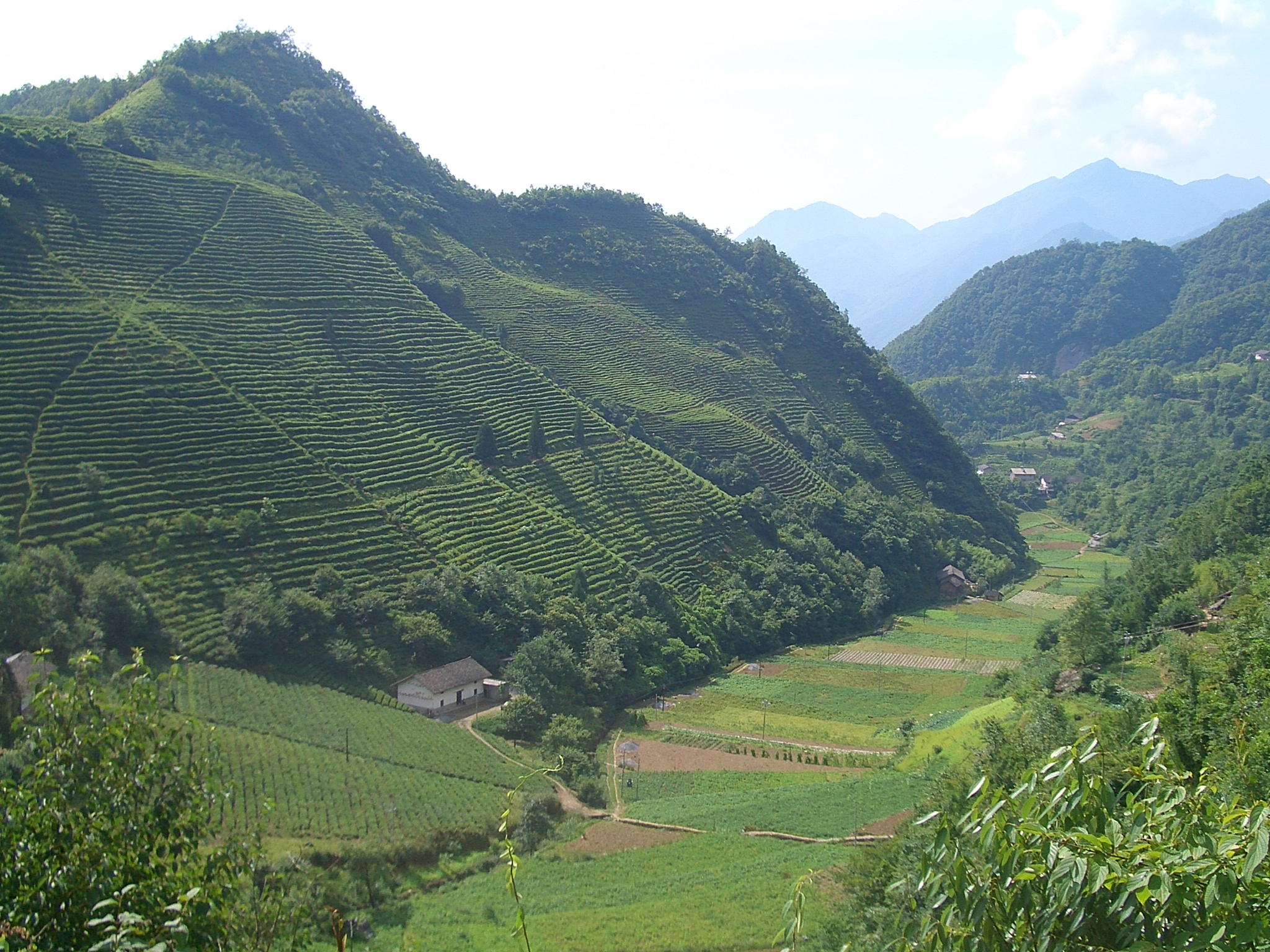
Чайные плантации (Шэньнунцзя)
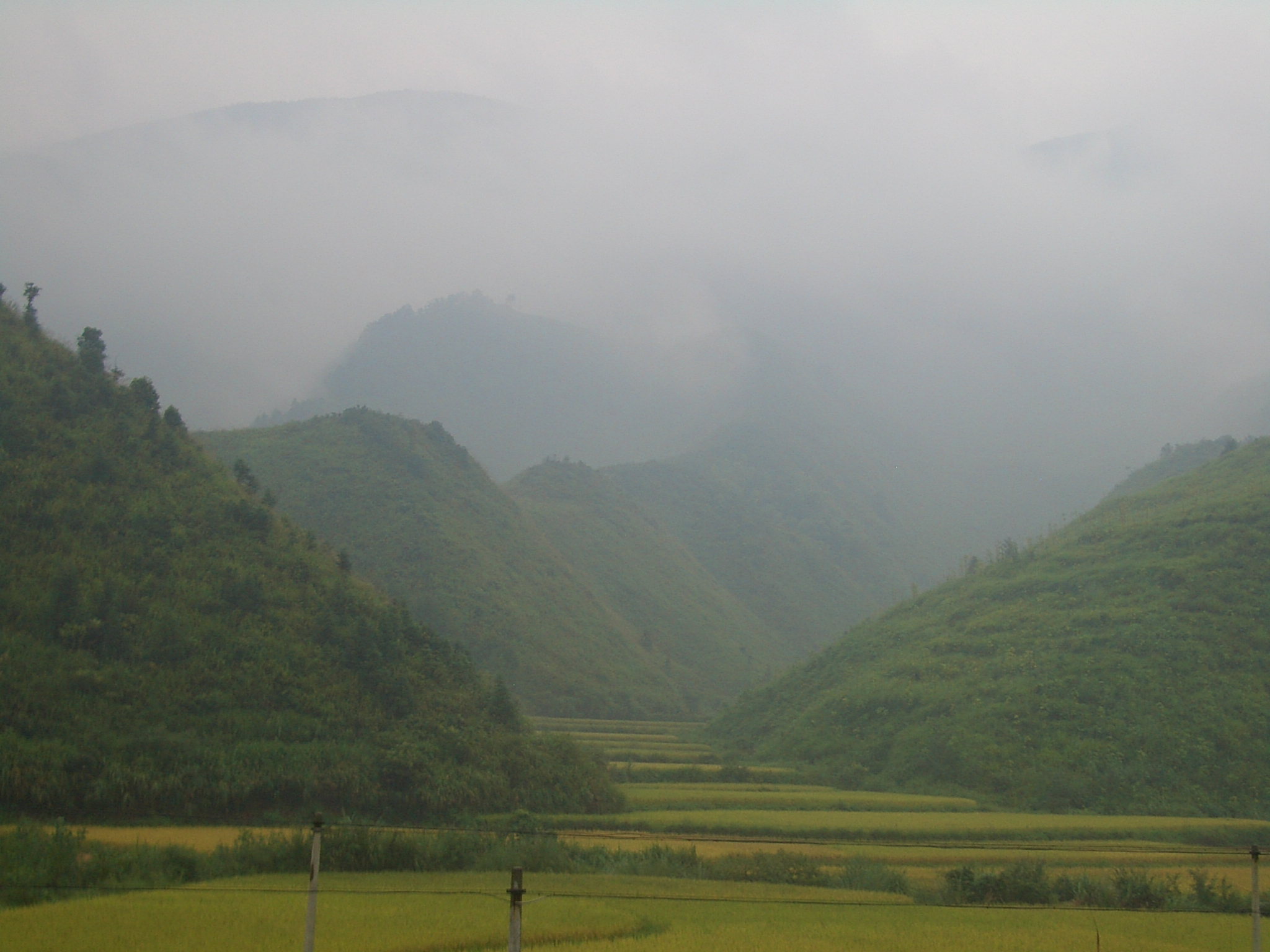
Рисовые поля в долинах гор Муфу в уезде Туншань
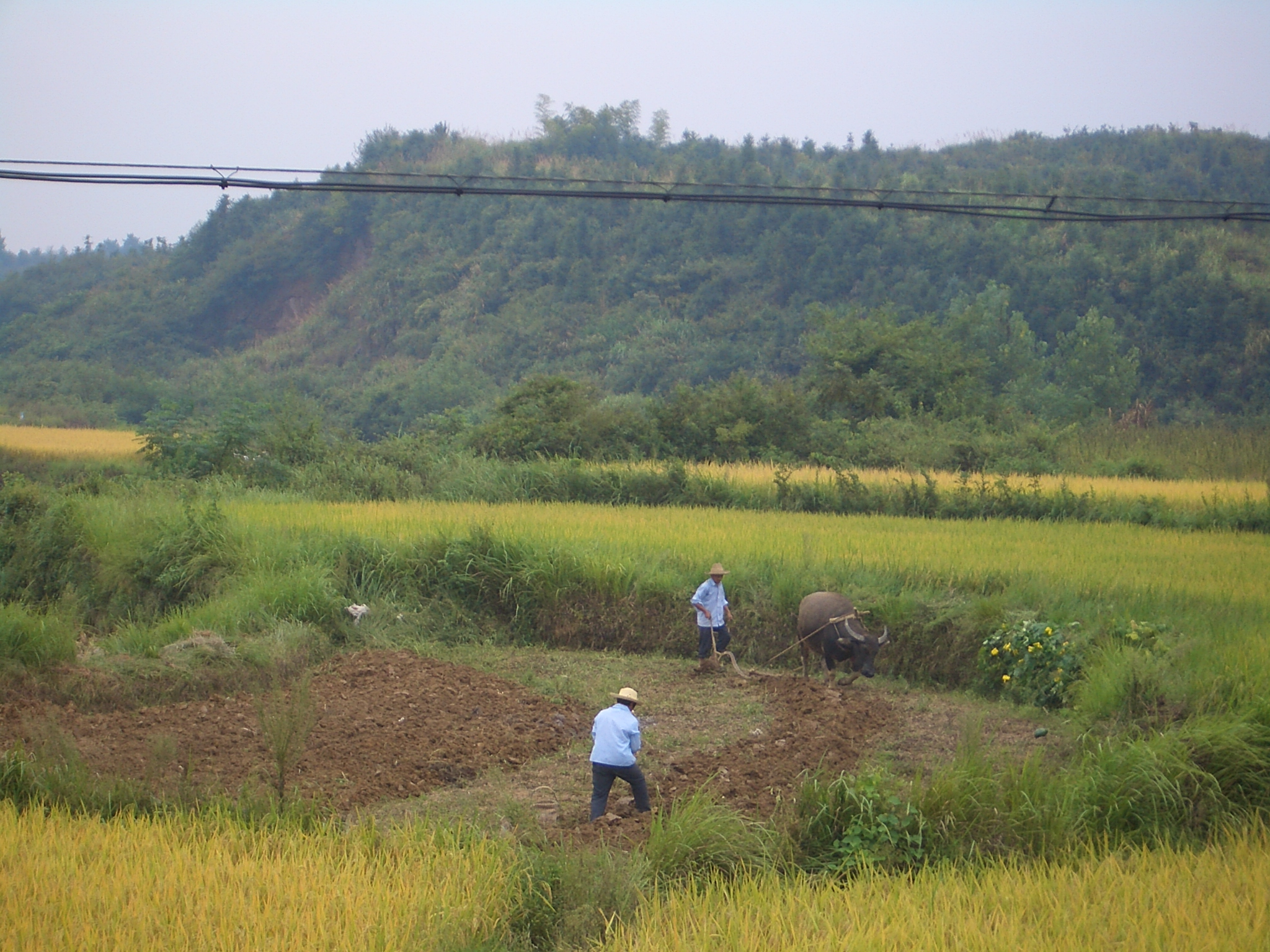
Пахота на буйволе (округ Сяньнин)
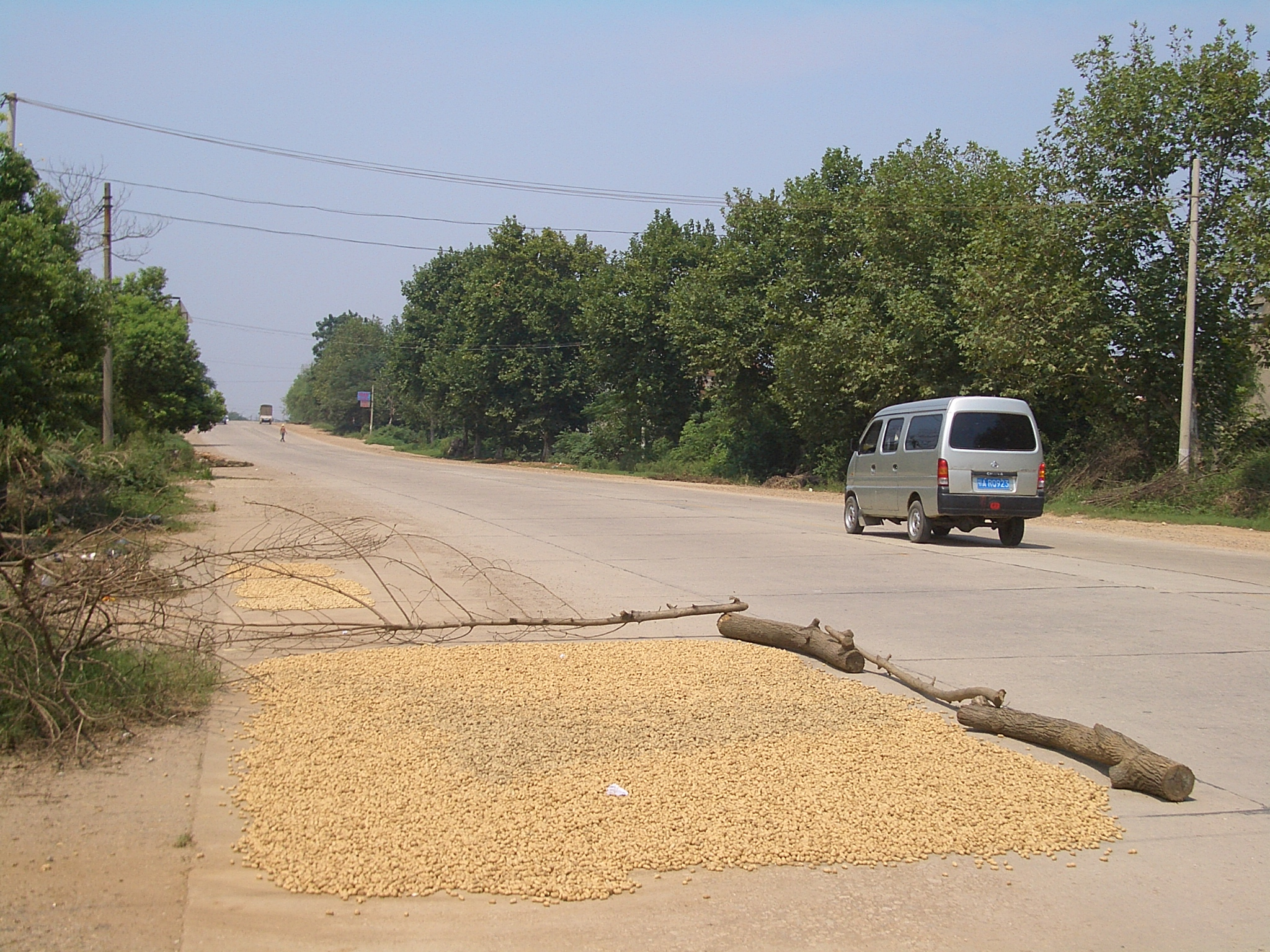
Сушка арахиса (район Цзянся)
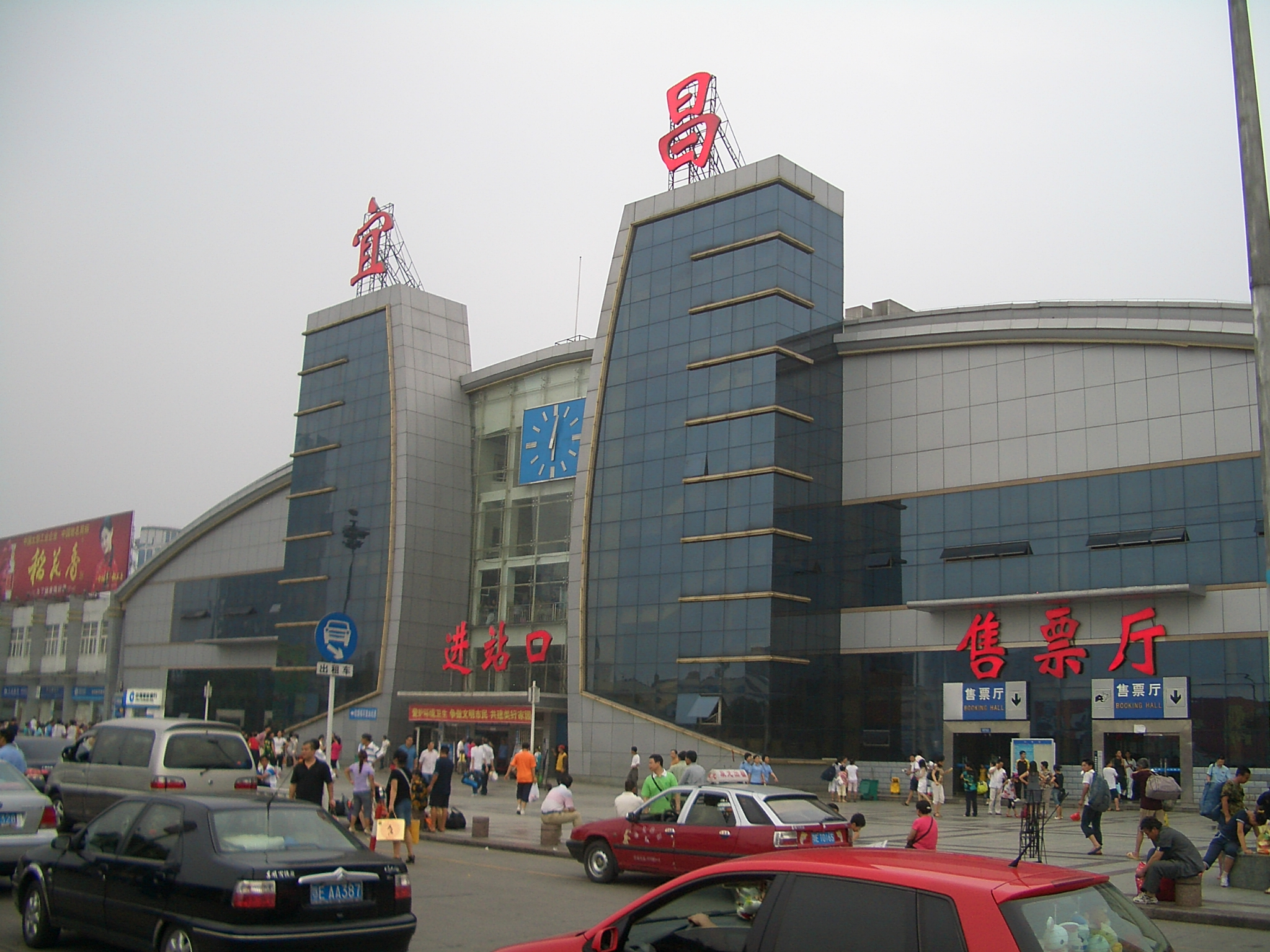
Ичанский вокзал

## Транспорт

### Железнодорожный
Важное значение имеют грузовые железнодорожные перевозки из Уханя в Европу. Компании провинции экспортируют автозапчасти, электронику, бытовые и медицинские товары.

### Речной
Важное значение имеют грузовые и пассажирские перевозки по Янцзы, особенно через шлюзы ГЭС Санься.

## Культура

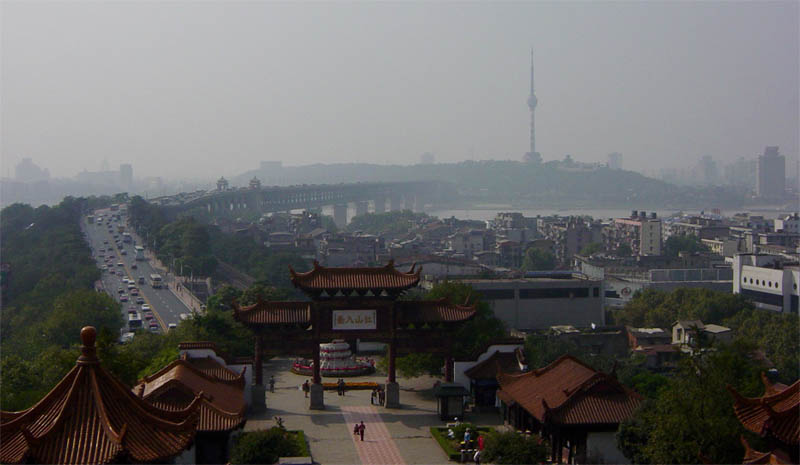
Вид на Янцзы и Ухань
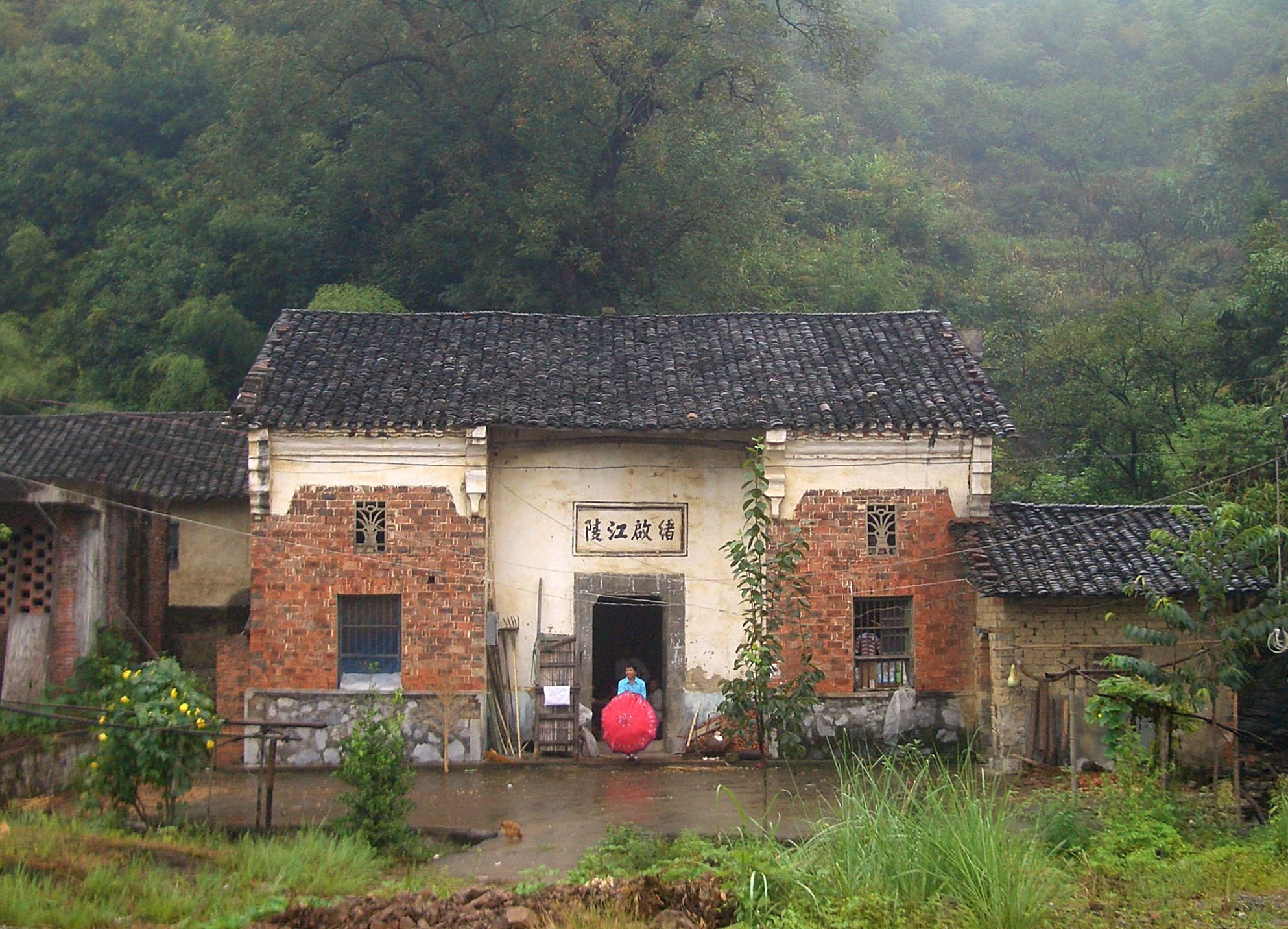
Сельский дом
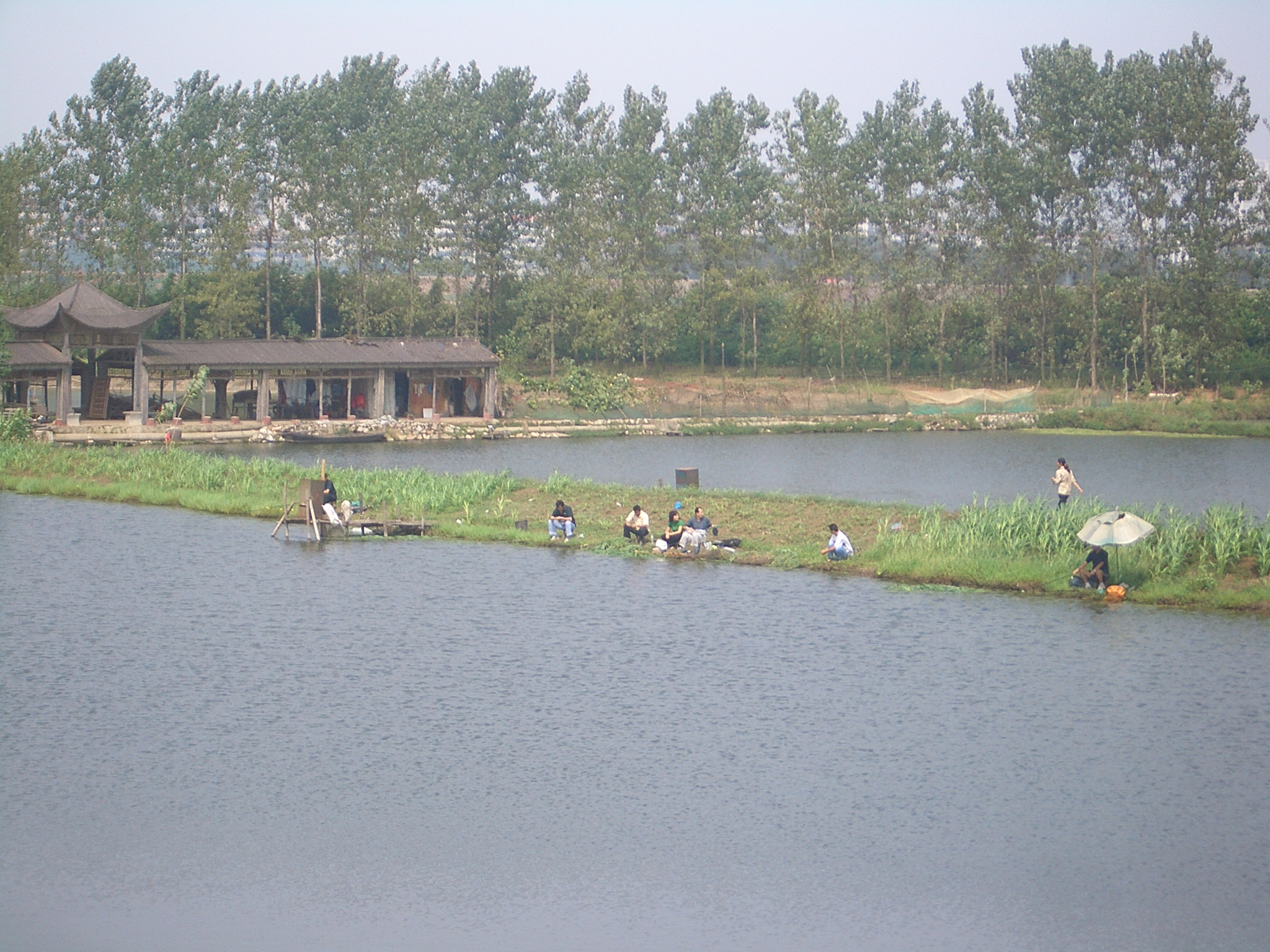
Рыболовы на прудах у города Дае (округ Хуанши)
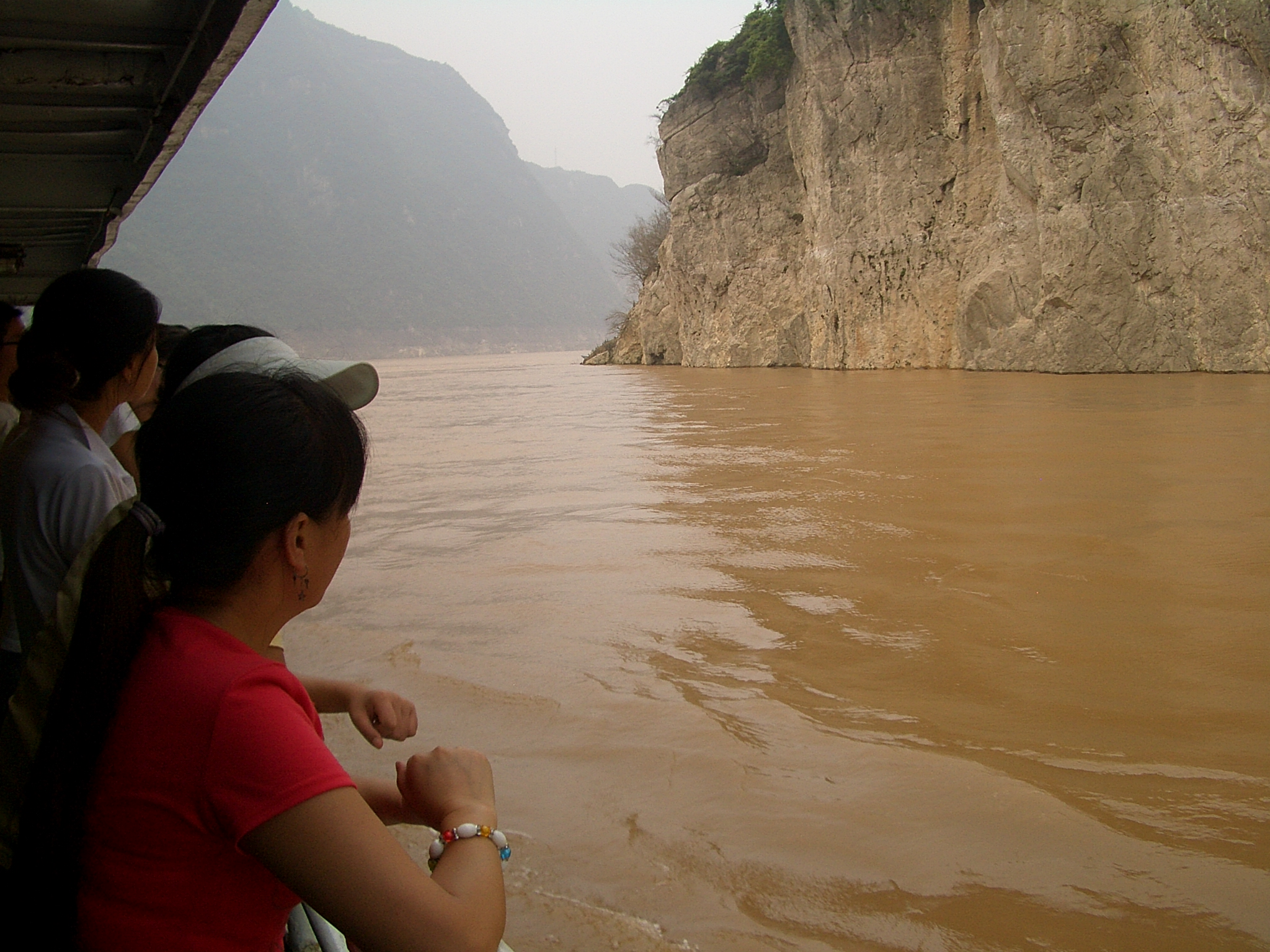
На теплоходе вверх по Янцзы, в ущелье Силин
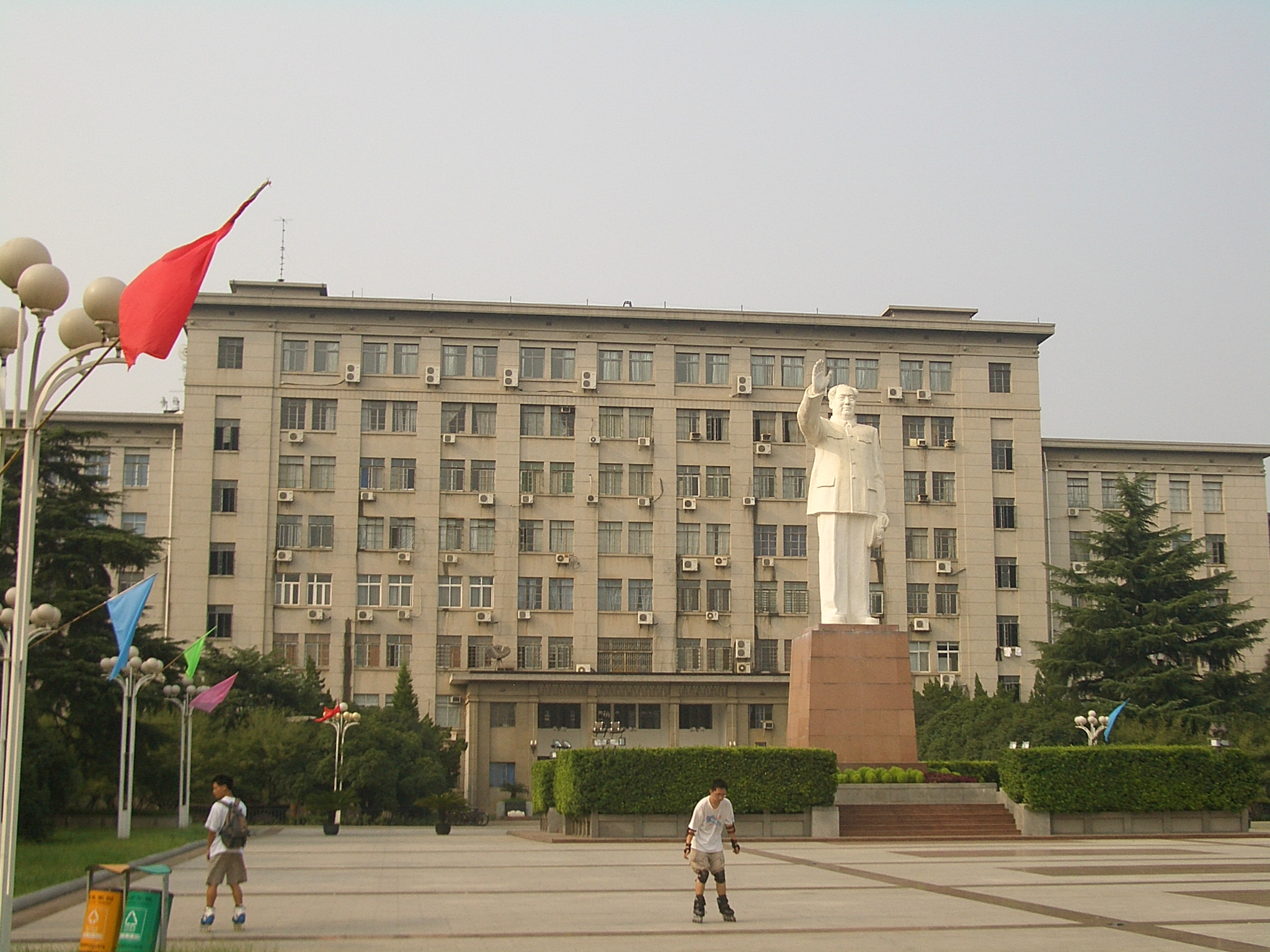
Среднекитайский научно-технический университет[англ.], Ухань
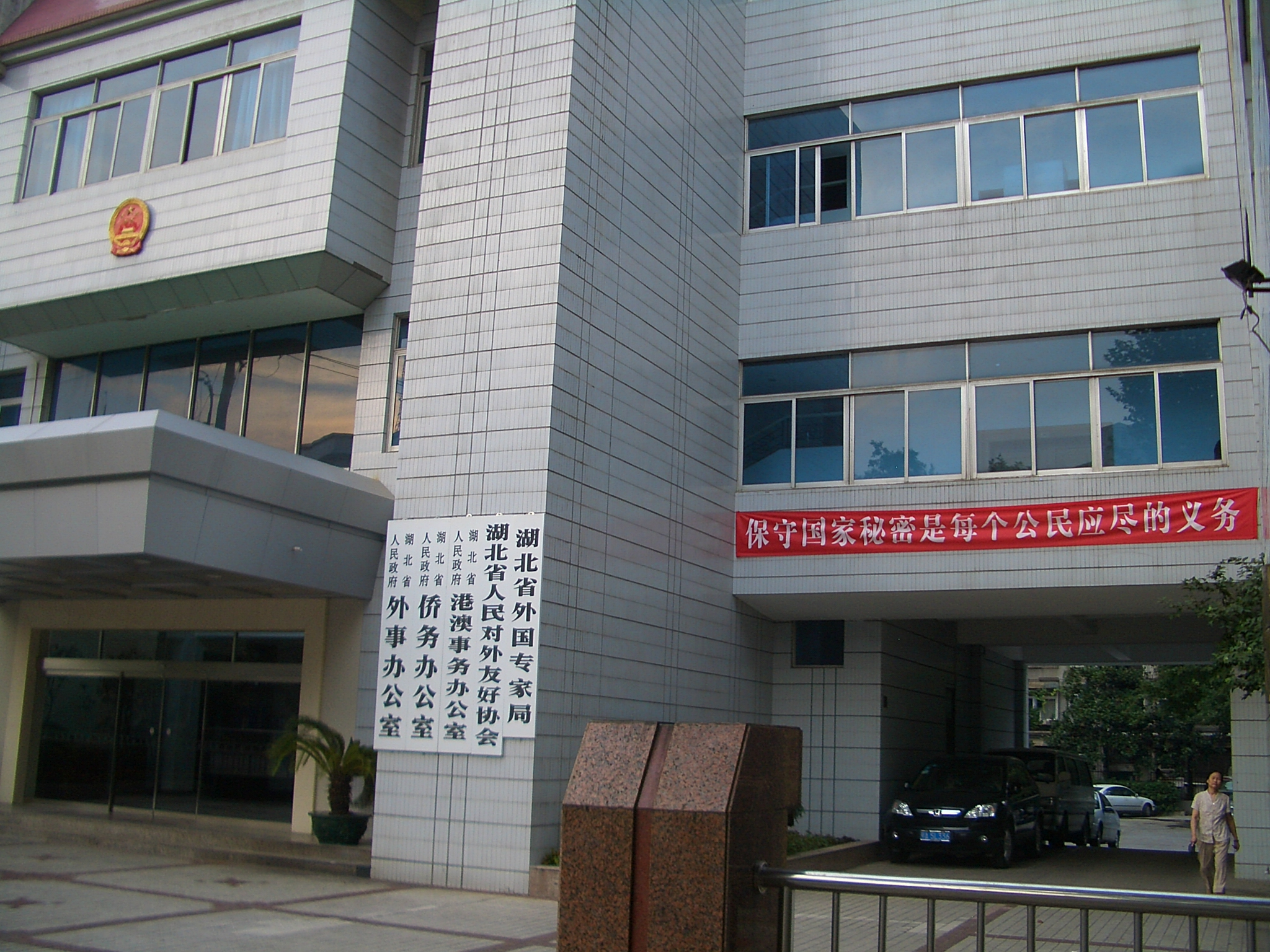
Административное здание

## Наука

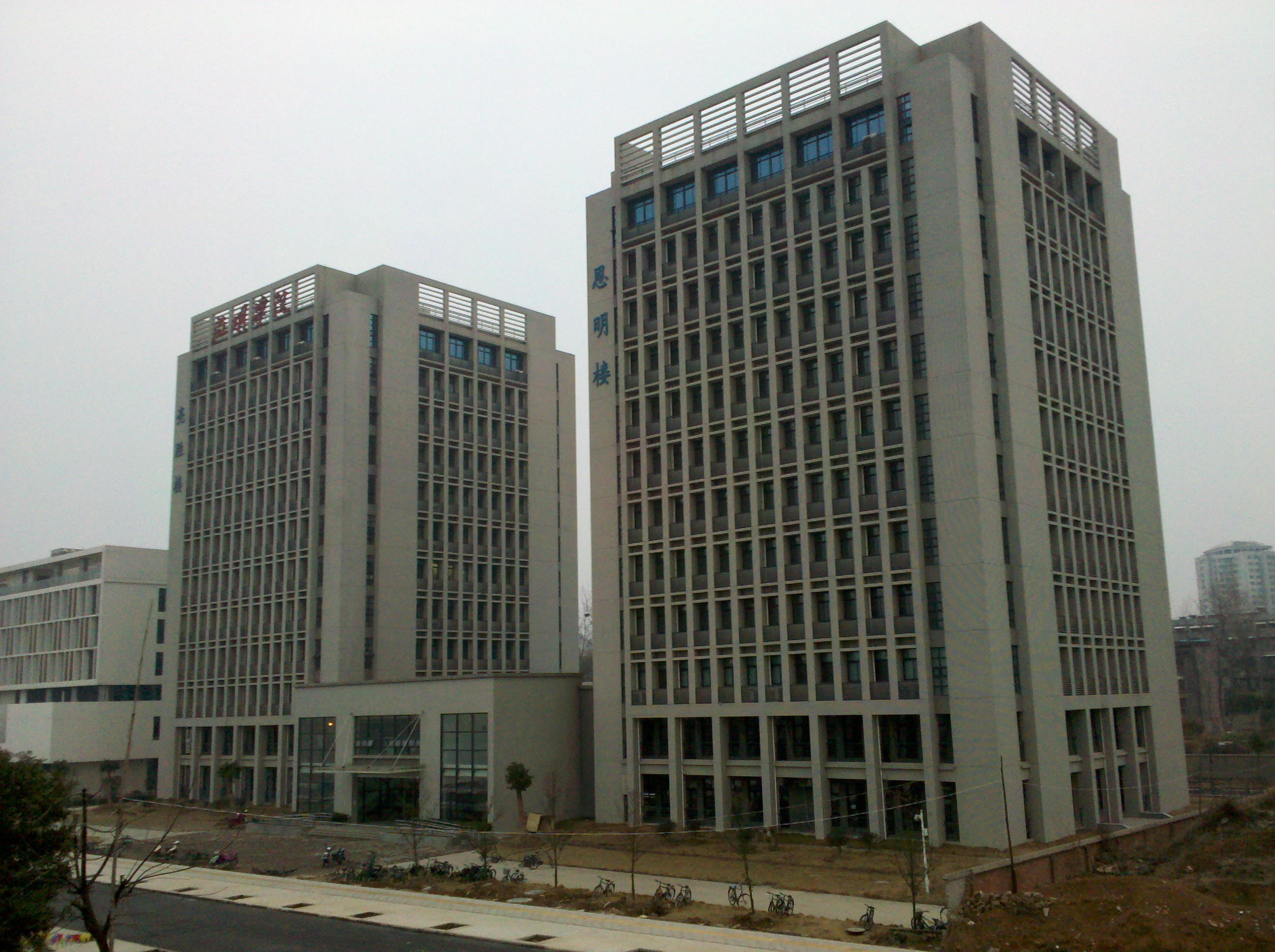
Университет Хуачжун

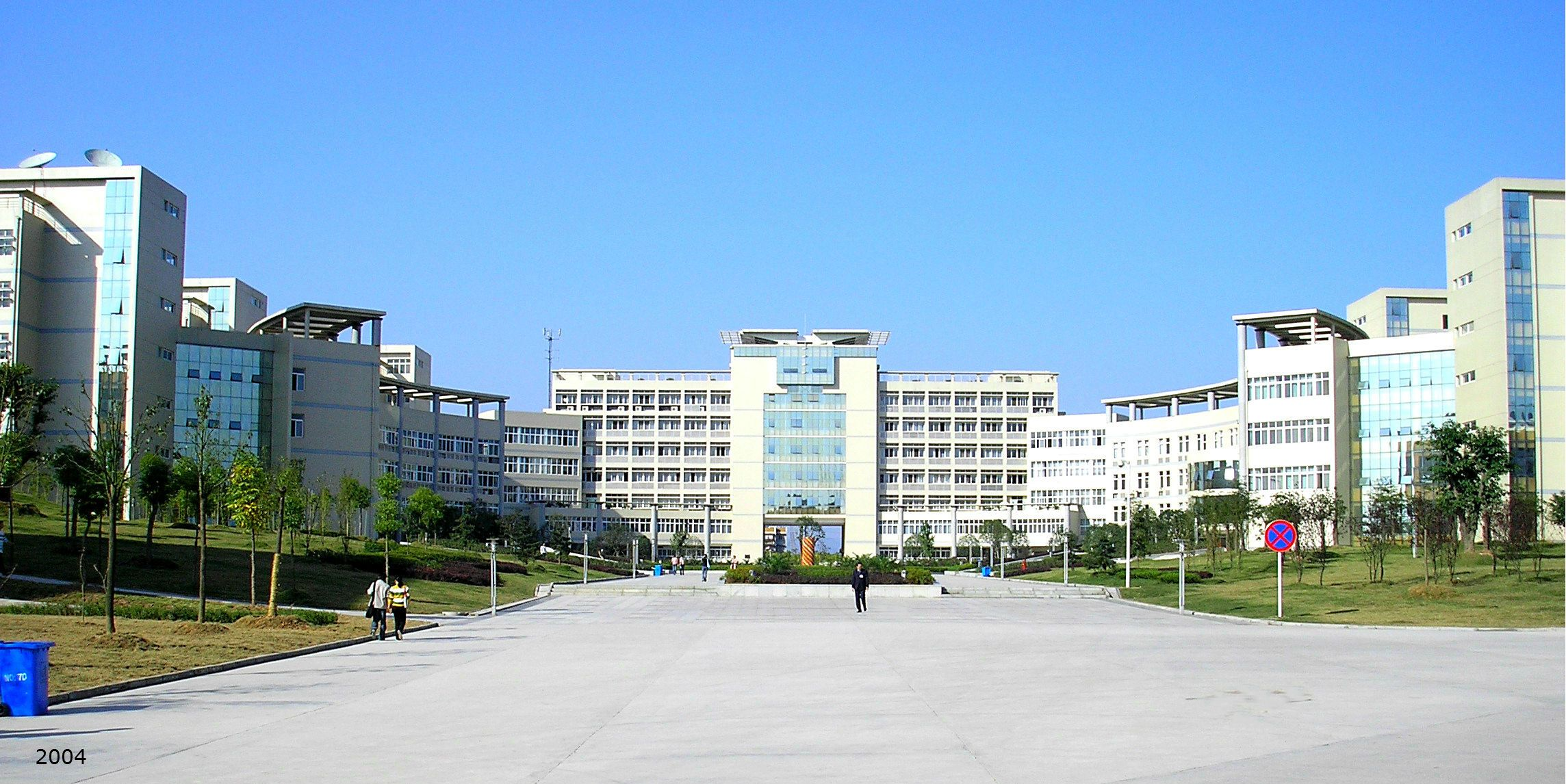
Университет Три ущелья

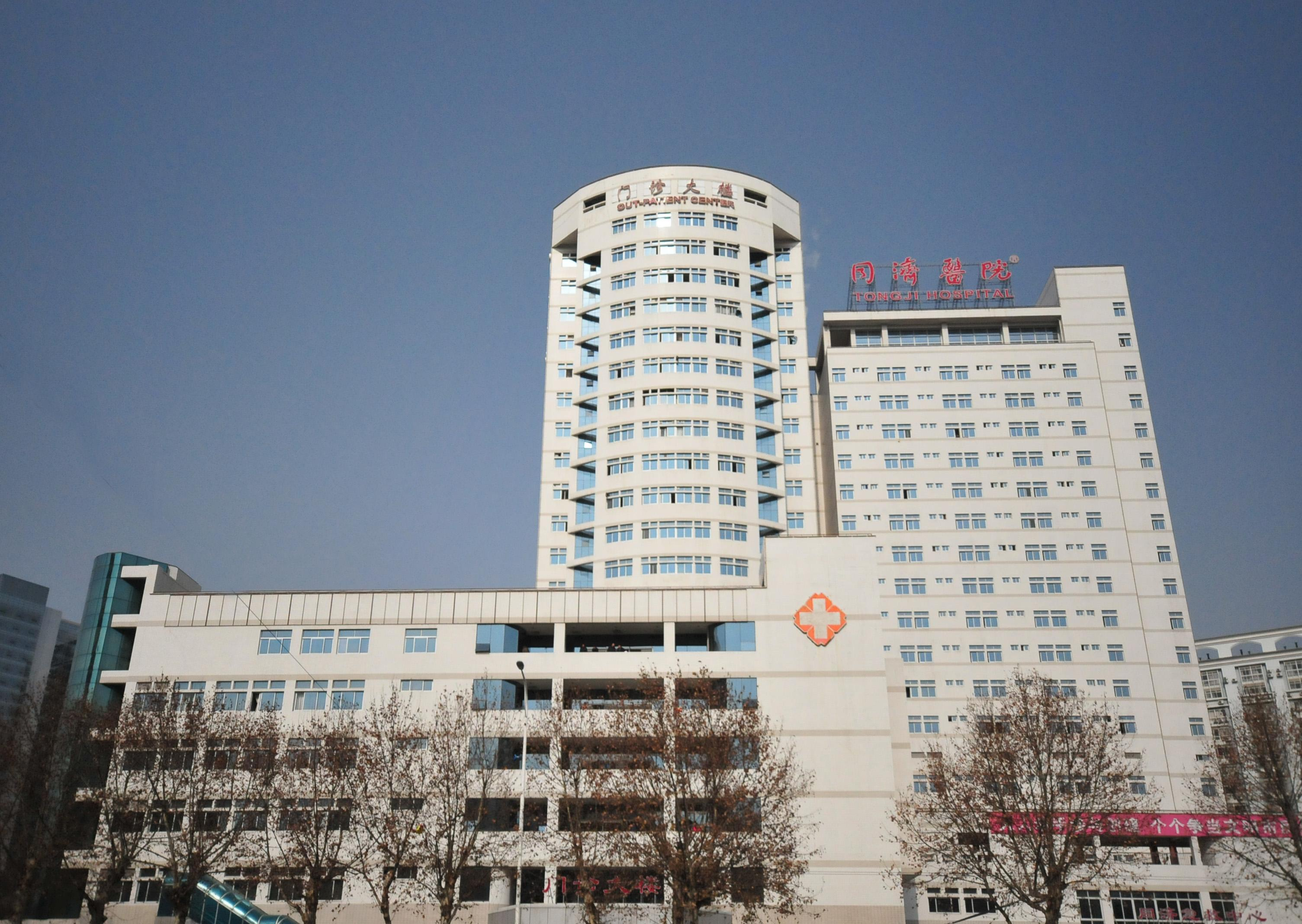
Уханьская больница Тунцзи

Ведущими научно-исследовательскими учреждениями провинции Хубэй являются Университет науки и технологии Хуачжун (Ухань), Уханьский университет, Уханьский технологический университет, Сельскохозяйственный университет Хуачжун (Ухань), Уханьская национальная лаборатория оптоэлектроники, Уханьский институт вирусологии Китайской академии наук, Педагогический университет Центрального Китая (Ухань), Южно-китайский университет народностей (Ухань), Центр совместных инноваций геопространственных технологий (Ухань), Китайский университет Три ущелья (Ичан), университет Цзянхань (Ухань), Уханьский ботанический сад Китайской академии наук, Уханьский университет науки и технологии, Хубэйский университет (Ухань) и Центр инноваций в области высокоскоростных электромагнитных тяговых технологий на основе магнитной левитации лаборатории Дунху.
Другими важными научно-исследовательскими учреждениями провинции Хубэй являются Хубэйский медицинский университет (Шиянь), Хубэйский университет китайской медицины (Ухань), Хубэйский инженерный университет (Сяогань), Уханьский политехнический университет, Уханьский технологический институт, Уханьский физико-математический институт Китайской академии наук, Хубэйский технологический университет (Ухань), Институт гидробиологии Китайской академии наук (Ухань), университет Янцзы (Цзинчжоу и Ухань).

### Палеоантропология
В провинции Хубэй найдены два черепа Homo erectus EV 9001 и EV 9002 из Юньсяня (580—800 тыс. л. н.), синантроп из Чжоукоудяня, юаньмоуский человек, ланьтяньский человек, нанкинский человек, 7 зубов Homo erectus из Байлундунской пещеры в Юньси (550 тыс. л. н. или 0,76 млн л. н.), челюсть Homo erectus из Чанъян-Туцзяского автономного уезда (220—170 тыс. л. н.).

## Здравоохранение
Ведущими научно-исследовательскими и лечебными учреждениями провинции Хубэй являются больница Тунцзи (Ухань), Уханьская союзная больница, больница Жэньминь и больница Чжуннань Уханьского университета, Центральная больница Ухани.